# アナ・デ・メンドーサ
アナ・デ・メンドーサ・デ・ラ・セルダ（Ana de Mendoza de la Cerda, 1540年6月29日 - 1592年2月2日）は、スペインの貴族。メリト伯爵夫人、パストラナ公爵夫人。エーボリ姫の名で知られた。

## 生涯
フエンテス（現在のスペイン・グアダラハラ県の町）で生まれ、王太子フェリペ（のちのフェリペ2世）の推薦により、12歳でルイ・ゴメス・デ・シルバと結婚。夫はエーボリ公であり大臣だった。アナはフェンシングで右目を失っていたが、スペインで最も美しい女性の一人で、才能にあふれた女性であると考えられていた。
9子をもうけた夫とは1573年に死別し、アナは修道院に入った。3年後、アナは宮廷に戻って王の次官アントニオ・ペレスと密かに手を結んだ。2人は国家を欺いたとして告発され、アナは1579年に逮捕された。アナは解放されないまま、1592年に生まれ故郷に近いパストラナで死んだ。
同名の娘アナは、第7代メディナ・シドニア公アロンソ・ペレス・デ・グスマンの妻となった。

## フィクション
シラーの書いた戯曲『ドン・カルロス』、およびそれを原作としたヴェルディのオペラ『ドン・カルロ』に登場するエーボリ姫は、アナを下敷きにしてつくられたキャラクターである。
1955年にはアナを主人公とした映画『That Lady』がスペイン・イギリス合作で製作された（監督テレンス・ヤング・主演オリヴィア・デ・ハヴィランド）。2010年にはスペインのテレビドラマ『La Princesa de Éboli』が放映されているが、このドラマにおいては史実と異なり左目に眼帯をつけている。
また河惣益巳の『サラディナーサ』でも「エボリの姫」と呼ばれて登場し、主人公サラディナーサの父レオン・エウゼビオによりフェリペ二世の愛人ということで憎悪と侮蔑をぶつけられながらも彼を心から愛し、サラディナーサが軟禁された際も彼女を逃がした。